# 蒔田広孝
蒔田 広孝（まいた ひろたか）は、江戸時代末期の寄合旗本、大名。備中国浅尾藩主。

## 生涯
嘉永2年（1849年）、旗本・蒔田広袢（御書院番）の嫡男として生まれる。安政4年（1857年）5月22日、寄合旗本・蒔田広運（7700石）の養子となり、安政5年（1858年）8月に家督を相続する。文久3年（1863年）9月23日、将軍徳川家茂に拝謁する。同年11月24日、江戸市中警護の功による禄高直しによって1万石の諸侯に列した。菊の間詰めの定府大名となった。元治元年（1864年）1月17日、従五位下・相模守に叙任する。
元治元年4月26日、京都見廻役に就任する。見廻組200人の兵を率い、京都の警備を担うことになり、禁門の変で活躍する。慶応元年（1865年）5月、幕府に対し、長州征伐への従軍を願うものの、認められなかった。慶応2年（1866年）4月12日、第二奇兵隊を脱走した立石孫一郎ら長州浪士100余名により、浅尾陣屋は倉敷代官所と共に襲撃され灰燼に帰した（倉敷浅尾騒動）。そのため、同年4月14日、幕府から一時的に帰藩する許可を得る。慶応3年6月6日、京都見廻役を退任する。慶応4年（1868年）2月13日、上洛し、恭順の姿勢を示す。備中国内の旧幕領の管理を命じられる。戊辰戦争では新政府に与して岡山藩と行動を共にしている。
明治2年（1869年）6月24日、版籍奉還で知藩事となる。明治4年（1871年）7月の廃藩置県で免官となって東京へ移った。明治14年、秋田県御用掛となる。同年、秋田県由利郡長に就任する。明治17年（1884年）に子爵に叙される。明治30年（1897年）、第3代浅尾村長、明治41年（1908年）5月には初代総社町長となる。大正7年（1918年）に死去、享年70。

## 栄典
- 1906年（明治39年）12月27日 - 従三位[2]

## 系譜
- 父：蒔田広袢
- 母：田沼意清の娘
- 養父：蒔田広運
- 正室：蒔田広運の娘
- 継室：稲垣長明の娘
- 生母不明の子女
  - 女子：茂登子 - 大田原一清継室
- 養子
  - 男子：蒔田広城（1881年 - 1943年） - 伊達宗城の十一男